# Élise Fontenaille-N’Diaye

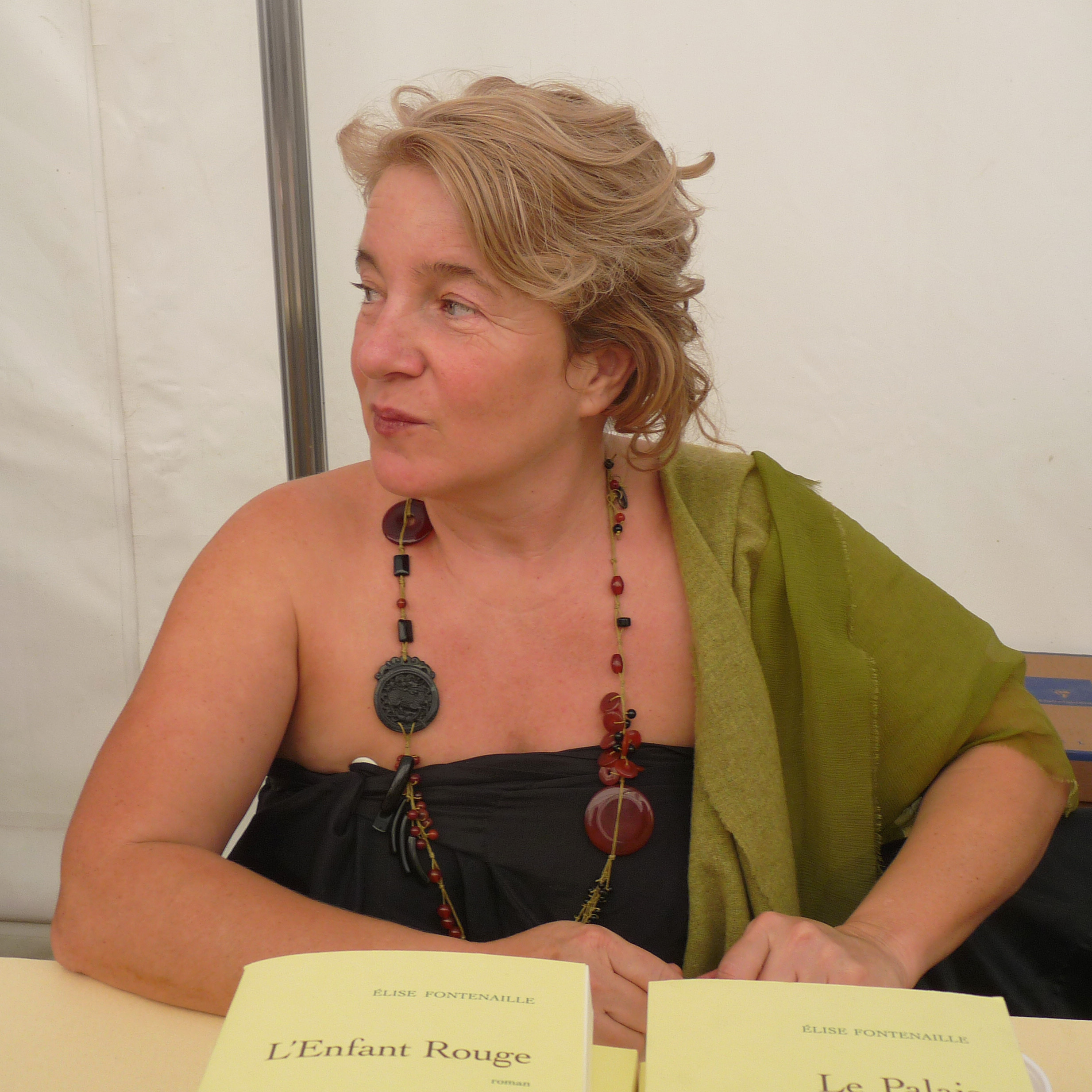
Élise Fontenaille-N’Diaye (2011)

Élise Fontenaille-N’Diaye (geboren am 16. August 1960 in Nancy, Département Meurthe-et-Moselle) ist eine französische Schriftstellerin. Sie ist bekannt als Autorin von historischen Romanen, Jugendliteratur und Science-Fiction. Für ihren Science-Fiction-Roman Unica wurde sie 2007 mit dem Prix du Lundi und 2008 mit dem Prix Rosny aîné ausgezeichnet.

## Leben
Fontenaille studierte Soziologie und Ethnologie in Bordeaux und Toulouse und wurde danach Journalistin in Paris. In der Folge lebte sie zwei Jahre im kanadischen Vancouver, Jahre, die – wie sie selbst sagt – entscheidend waren für ihre Entwicklung als Autorin, was sich auch daran zeigt, dass die Stadt Vancouver den Hintergrund für mehrere von Fontenailles Romanen bildet. Allerdings zeigte sich das erst im Nachhinein. Während ihrer Zeit in Kanada arbeitete sie als inoffizielle Pressereferentin für den französischen Konsul und versorgte ihn mit sorgfältig selektierten Informationen.
Nach Paris zurückgekehrt arbeitete sie für verschiedene Zeitschriften und brachte zwei Söhne zur Welt. Wegen Insubordination entlassen, fand sie in der folgenden Phase von Arbeitslosigkeit die Muße, ihren ersten Roman zu schreiben, der im Hammam der Pariser Moschee spielt, wo Teile des Buches auch geschrieben wurden. La Gommeuse erschien 1997 im Verlag Grasset et Fasquelle. Seither hat Fontenaille rund drei Dutzend Bücher veröffentlicht, davon etwa zwei Drittel Bücher für Jugendliche und Heranwachsende. Ihre Arbeiten wurden vielfach ausgezeichnet.

## Auszeichnungen
- 2006 Prix Jackie-Bouquin, Prix de l’Académie littéraire de Bretagne et des Pays de la Loire und Feuille d’or de la ville de Nancy für Brûlements
- 2007 Prix du Lundi für Unica
- 2008 Prix Rosny aîné für Unica
- 2010 Prix Erckmann-Chatrian für Les Disparues de Vancouver[3]
- 2011 Prix escales littéraires (prix des jeunes en lycée professionnel d’Auvergne) für Les Disparues de Vancouver[4]
- 2011 Prix littéraire des lycées professionnels du Haut-Rhin für La Cérémonie d’hiver
- 2011 Prix 12/17 de la Foire du livre de Brive-la-Gaillarde für Le Garçon qui volait des avions[5]
- 2012 Prix littéraire des MFR (Maisons Familiales Rurales de Maine-et-Loire) für Le Garçon qui volait des avions
- 2014 Prix NRP de littérature jeunesse für Les Trois Sœurs et le dictateur[6][7]

## Bibliografie
Romane
- La Gommeuse (1997)
- Le Palais de la femme (1999)
- Demain les filles on va tuer papa (2001)
- L’Enfant rouge (2002)
- Brûlements (2005)
- Unica (2006)
- L’Aérostat (2008)
- Les Disparues de Vancouver (2010)
- L’Homme qui haïssait les femmes (2011)
- Le Palais de mémoire (2011)
- Ma vie précaire (2012)
- La Révolte d’Éva (2015)
- Blue book (2015, als Élise Fontenaille-N’Diaye)
- Bel-Ordure (2016)

Jugendbücher
- Un koala dans la tête (2009)
- Chasseur d’orages (2009)
- L’Été à Pékin (2010)
- La Cérémonie d’hiver (2010)
- La Reine des chats (2010, illustriert von Céline Le Gouai)
- Le Garçon qui volait des avions (2011)
- Le Soleil et la mort (2011)
- Les Poings sur les îles (2011)
- Pour un carré de chocolat (2012, mit Clarisse Buono, illustriert von Janik Coat)
- Les Trois Sœurs et le dictateur (2013)
- Ziza dans l’oasis ; Zizou au désert (2014, illustriert von Marta Orzel)
- La Cité des filles-choisies (2014)
- Banksy et moi (2014)
  - deutsche Ausgabe: Banksy et moi : vocabulaire par Laure Boivin. Klett-Verlag, Stuttgart 2017, ISBN 978-3-12-592302-7.
- Eben ou Les yeux de la nuit (2015, als Élise Fontenaille-N’Diaye)
- La Dernière Reine d’Ayiti (2016)
- Kill the Indian in the Child (2017)
- Les Filles de l’Aigle (2017, illustriert von Quentin Duckit)
- Une enquête de Lili & Mado (2018, illustriert von Stephanie Marchal)
- Alcatraz Indian Land (2018)
- L Extraordinaire voyage du chat de Mossoul raconté par lui-même (2018)
- Dorothy Counts : Elles ont osé – affronter la haine raciale (2019)